# ジェイアール西日本伊勢丹
- 西日本旅客鉄道 > ジェイアール西日本伊勢丹
- 三越伊勢丹ホールディングス > ジェイアール西日本伊勢丹

株式会社ジェイアール西日本伊勢丹（ジェイアールにしにほんいせたん）は、京都府京都市下京区に本社を置く、西日本旅客鉄道（JR西日本）と三越伊勢丹ホールディングスの合弁会社で、関西地区で百貨店を運営する企業。
京都駅ビルに入居するジェイアール京都伊勢丹は同社運営する百貨店である。2011年から2015年までは大阪駅ビルの大阪ステーションシティでもJR大阪三越伊勢丹を運営していた（現在のルクア1100跡地）。

## 概要

### ジェイアール京都伊勢丹
1990年（平成2年）、平安遷都1200年事業のJR京都駅の改築プロジェクトに際し、JR西日本グループと首都圏を中心に百貨店を展開する伊勢丹との合弁会社として設立された。資本金120億円。当初は伊勢丹が33.3%出資（2008年9月30日まで）、伊勢丹と三越の経営統合（2008年10月1日）後は、三越伊勢丹ホールディングス40%出資の持分法適用会社となったが、JR西日本の連結子会社でもある。
西日本に伊勢丹が初めて出店するということで1997年（平成9年）に京都駅の駅ビルとして満を持して開業した「ジェイアール京都伊勢丹」は、開業以来34ヶ月連続で前年実績を上回る売上高を推移するなど、不況の中にあって、異例の好成績を誇った。
コンセプトは「毎日が、あたらしい。ファッションのジェイアール京都伊勢丹」とし、「衣・食・住・遊」すべてをファッションとしてとらえ、新しいライフスタイルの提案を行う、見やすく、買いやすい百貨店づくりを目指した。また、駅ナカビジネスとしてJR京都駅構内に「スバコ・ジェイアール京都伊勢丹」を開設したが、2018年（平成30年）6月30日に営業終了。2階は他のテナントが入居し、3階部分のみ「JR西口改札前イートパラダイス」として存続している。同年12月5日には京都駅地下1階の改装工事が完了し、隣接する専門店街The CUBEの跡地へ2,000平方メートル増床し、デパ地下の強化を図った。

#### ライバルの動き
これに対し、京都駅前で1920年（大正9年）から長年営業してきた京都近鉄百貨店（京都店）（旧・丸物本店）は当店の開業に備えて1995年（平成7年）3月4日に増床したが、来店客数の減少などで業績が悪化し、運営会社が債務超過に陥った。2000年（平成12年）には複合商業施設「プラッツ近鉄」へ転換し、運営法人を近鉄百貨店と合併するなどリストラ策を講じるも黒字化できず、2007年（平成19年）に閉店した。跡地は京都ヨドバシになっている。また、四条通周辺の京都都心は髙島屋や大丸など各種商業施設が並んでおり、現在も髙島屋や大丸の京都店は当店より売上は高いが、小規模な四条河原町阪急やその跡地で営業していた京都マルイが閉店するなど苦戦する施設も現れた。また、京阪百貨店は三条京阪への出店構想を断念せざるを得なくなった。
なお、京都店閉店後の近鉄百貨店については協調した取り組みも行われている。2022年8月下旬に当店で開かれた「アジアンフード&餃子フェスティバル」に、同社がフランチャイズ展開している台湾の食雑貨セレクトショップ「神農生活」が出店した。

### ジェイアール大阪三越伊勢丹
大阪駅ビルへの出店においては、当初、三越が2005年に閉店した堺筋の北浜駅前の「大阪店」の代替として単独で出店する計画だった。しかし、三越と伊勢丹が経営統合したため、ジェイアール西日本伊勢丹出店に変更され、2011年にJR大阪駅の駅ビル・大阪ステーションシティのノースゲートビルディングに「JR大阪三越伊勢丹」として出店した。しかし、阪急百貨店うめだ本店を始めとする百貨店激戦区の梅田において売上不振に遭い、売上目標を大きく下回ったため、ジェイアール西日本伊勢丹は2012年4 - 12月決算に際し、94億円の債務超過に陥った。
親会社のJR西日本は、JR大阪三越伊勢丹の抜本的な再建策が必要とした。JR大阪三越伊勢丹の売場面積を縮小し、隣接する「ルクア」が新たに売場を運営し、テナントリーシングにより、収支を改善するなど複数の選択肢が検討されている。そして、JR京都伊勢丹と比較し不振の同店は5万平方メートルから半分程度に縮小する再建策を発表した。店名変更後JR西日本SC開発の新しい商業施設として運営する経営方針になった。2014年7月に10階と地下2階以外のフロアが閉店した。2015年4月、百貨店のJR大阪三越伊勢丹は閉店し、建物自体は「ルクア1100（イーレ）」としてファッションビルに転換された。リニューアルするのに伴い、ロゴをセレクト感を強調した小文字に変更し、8つの小型店「isetan」ショップはルクア1100内のテナントとして新たに入居する形となった。これにより「三越」の入った「JR大阪三越伊勢丹」の名称は消滅した。

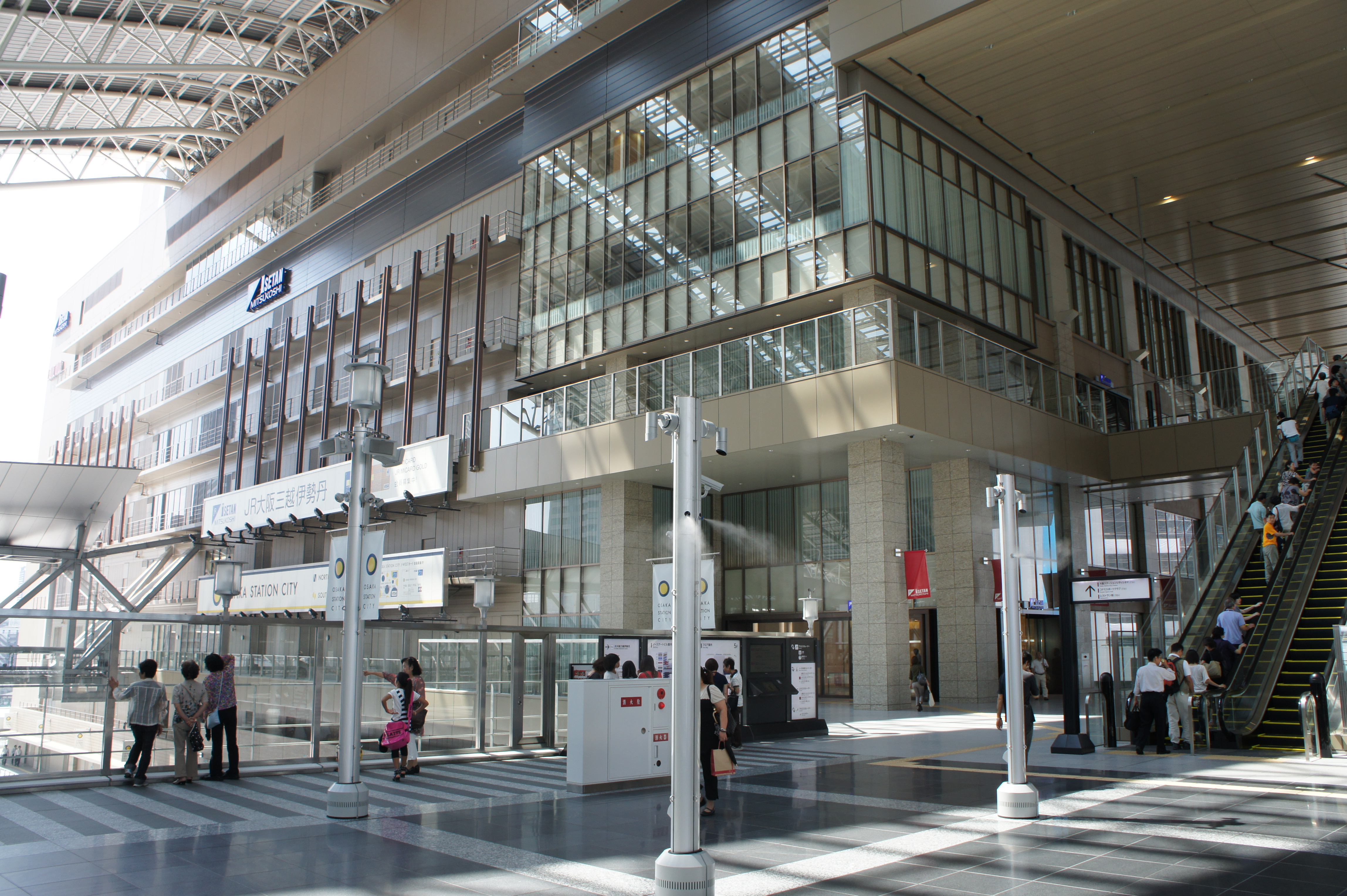
JR大阪三越伊勢丹

## 沿革
- 1990年（平成2年）10月1日 - 西日本旅客鉄道と伊勢丹の合弁会社として資本金15億円で「株式会社ジェイアール西日本伊勢丹」を設立[1]。
- 1996年（平成8年）10月 - 資本金を60億円に増資[1]。
- 1997年（平成9年）9月11日 - JR京都駅の駅ビルに、百貨店の「ジェイアール京都伊勢丹」を開店[3]。
- 2002年（平成14年）9月 - ジェイアール京都伊勢丹を増床。
- 2008年（平成20年）2月13日 - JR京都駅西改札口前に駅ナカ商業施設の「スバコ・ジェイアール京都伊勢丹」（SUVACO JR KYOTO ISETAN）を開業。
- 2008年（平成20年）10月1日 - 株式会社伊勢丹が会社分割（吸収分割）を実施し、株式会社三越伊勢丹ホールディングスの直接出資（40%）となる。
- 2011年（平成23年）5月4日 - 大阪駅ノースゲートビルディング内に、百貨店2店舗目となる「JR大阪三越伊勢丹」を開店。
- 2014年（平成26年）7月28日 - JR大阪三越伊勢丹、改装工事のため地下2階と10階を除く全てのフロアが一時閉店。
- 2015年（平成27年）4月2日 - 店名から三越伊勢丹のブランド名を外し「ルクア1100」の入居店舗として開店[9]。
- 2018年（平成30年）3月13日 - 資本金を1億円に増減資[10]。
- 2018年（平成30年）6月30日 - 京都駅商業施設の大規模リニューアルの一環として駅ナカ施設の配置の見直しのためスバコ・ジェイアール京都伊勢丹の営業を終了[10]。同3階のレストラン街はジェイアール京都伊勢丹の別館「JR西口改札前イートパラダイス」として引き続き営業。食品売場の跡地には専門店街The CUBE一部として土産・食品を扱う「京名菓・名菜処　亰」が新規に[11][12]、雑貨売場の跡地には日本旅行TiS京都西口支店と「おみやげ街道」が移転開業する[13][14]。
- 2018年（平成30年）12月5日－JR京都駅地下1階の改装工事で、ジェイアール京都伊勢丹に隣接する専門店街The CUBEの跡地へ2,000平方メートル増床[5]。

## 店舗
百貨店
- ジェイアール京都伊勢丹
京都府京都市下京区烏丸通塩小路下ル東塩小路町（JR京都駅ビルの西側）売場面積 41,978㎡。現在の駅ビルが完成した1997年に開店[3]。伊勢丹の関西地区進出第1号店。ロゴマークは青い三角形の地にJRの白文字が入ったものの隣にISETANのロゴが添えられてたものとなっている。
- スバコ・ジェイアール京都伊勢丹
SUVACO JR KYOTO ISETAN（JR京都駅、駅ナカ商業施設）
- isetan LUCUA 1100 store（旧:JR大阪三越伊勢丹）
大阪府大阪市北区梅田三丁目1番3号（JR大阪駅・大阪ステーションシティ（ノースゲートビルディング）。2015年4月2日、ファッションビルの「ルクア1100」内に開店。旧店舗の百貨店「JR大阪三越伊勢丹」はJR・MITSUKOSHI・ISETANのトリプルロゴだったが、新店舗は伊勢丹で使われている従来ロゴではなくセレクト型のイメージを強めた新ロゴデザインとなっている。なお、同時にオープンした「三越大阪ギフトサロン」は三越伊勢丹の運営である。